# Луцій Ліциній Мурена (претор 146 року до н. е.)
Луцій Ліциній Мурена (*Lucius Licinius Murena, бл. 190 до н. е. — після 146 до н. е.) — політичний діяч часів Римської республіки.

## Життєпис
Походив з плебейського роду Ліциніїв. Син Луція Ліцинія з Ланувія. Першим отримав когномен «Мурена». Між 169 і 158 роками до н. е. обіймав посаду монетарія. До 146 року до н. е. обіймав претуру. У 146—145 роках до н. е. входив до комісії десяти легатів, спрямованої на допомогу консулу Луцію Муммію для організації нової провінції. Подальша доля невідома.

## Родина
- Луцій Ліциній Мурена, претор